# Gästriklands runinskrifter 15
Gästriklands runinskrifter 15 är ett vikingatida runstensfragment av röd gävlesandsten som stått rest vid Ovansjö prästgård, Ovansjö socken och Sandvikens kommun. Stenen flyttades till Ovansjö kyrkas kyrkogård och sedan 1760-talet var Gs 15 inmurad i kyrkomuren. Runstensfragmentet är 1,3 x 1 meter stort och 10-18 centimeter tjockt. Runhöjden är 6-12 cm. Stenen är inmurad vapenhusets östra vägg.

## Inskriften
Translitterering av runraden:
rual͡tr × ok × utr × litu × restu × s[(t)en × eftr × irm...] ... ...þ [×] iulbi × onta ...[o(n) × litsi(a)]
Normalisering till runsvenska:
Hroaldr ok Uddr letu ræistu stæin æftiʀ Ærnm[und] ... [Gu]ð hialpi anda ... litsia.
Översättning till nusvenska:
Roald och Udd läto resa stenen efter Ärnmund ... Gud hjälpe anden.